# Saint-Jean-du-Corail-des-Bois
Saint-Jean-du-Corail-des-Bois település Franciaországban, Manche megyében. Lakosainak száma 75 fő (2022. január 1.). Saint-Jean-du-Corail-des-Bois Chérencé-le-Héron, La Chaise-Baudouin, Saint-Martin-le-Bouillant és Saint-Nicolas-des-Bois községekkel határos.

## Népesség
A település népessége az elmúlt években az alábbi módon változott:
| Lakosok száma | 121  | 85   | 74   | 71   | 75   | 71   | 71   | 75   | 75   | 75   |
|               | 1968 | 1982 | 1990 | 2006 | 2013 | 2015 | 2017 | 2019 | 2020 | 2022 |